# Демидовский (Нижегородская область)
Демидовский — починок в составе Горевского сельсовета Уренского района Нижегородской области.

## География
Починок находится в 15 км к западу от Урени и в 176 км к северо-востоку от Нижнего Новгорода. Абсолютная высота над уровнем моря — 128 м.

### Часовой пояс
Демидовский находится в часовой зоне МСК (московское время). Смещение применяемого времени относительно UTC составляет +3:00.

## Население
| 1897 | 2002 | 2010 |
| ---- | ---- | ---- |
| 281  | ↘5   | ↘4   |

Национальный состав
Согласно результатам переписи 2002 года, в национальной структуре населения русские составляли  100% из 5 человек.